# Stéphane Ruffier
Stéphane Ruffier (pronunție în franceză [stefan ʁyfje]; n. 27 septembrie 1986) este un fotbalist francez care joacă pe postul de portar pentru clubul francez Saint-Étienne din Ligue 1. În perioada 2005–2011 a jucat pentru Monaco, fiind căpitanul acestui club. A debutat la națională într-un meci amical de pe 11 august 2010 cu Norvegia.

## Legături externe
- fr Statisticile lui  Stéphane Ruffier în campionatul francez pe site-ul LFP
- Stéphane Ruffier la L'Équipe fr